# 永治 (黎朝)
永治（えいじ）は、ベトナム後黎朝の熙宗が使用した元号。1676年 - 1680年旧10月。

## 西暦との対照表
| 永治 | 元年   | 2年    | 3年    | 4年    | 5年    |
| 西暦 | 1676年 | 1677年 | 1678年 | 1679年 | 1680年 |
| 干支 | 丙辰   | 丁巳   | 戊午   | 己未   | 庚申   |